# Time 100: Danh sách nhân vật ảnh hưởng nhất trên thế giới năm 2012
Danh sách nhân vật ảnh hưởng nhất trên thế giới năm 2012 là một bản danh sách bình chọn những nhân vật ảnh hưởng đến thế giới trong năm 2012 do tạp chí TIME (Mỹ), công bố vào năm 2012.

## Nhân vật của năm 2012
- Barack Obama

## Danh sách
- Jeremy Lin
- Christian Marclay
- Viola Davis
- Salman Khan
- Tim Tebow
- E.L. James
- Louis CK
- Rihanna
- Marco Rubio
- Ali Ferzat
- René Redzepi
- Kristen Wiig
- Anthony Kennedy
- Novak Djokovic
- Ben Rattray
- Jessica Chastain
- Yani Tseng
- Raphael Saadiq
- Elinor Ostrom
- Samira Ibrahim
- José Andrés
- Ann Patchett
- Dulce Matuz
- Henrik Schärfe
- Freeman Hrabowski
- Maryam Durani
- Manal al-Sharif
- Anjali Gopalan
- Rached Ghannouchi
- Barbara Van Dahlen
- Ron Fouchier
- Donald Sadoway
- Hans Rosling
- Asghar Farhadi
- Sarah Burton
- Anonymous
- Pete Cashmore
- Cami Anderson
- Ali Babacan and Ahmet Davutoglu
- Ai-jen Poo
- Marc Andreessen
- Preet Bharara
- Robert Grant
- Andrew Lo
- Sharmeen Obaid-Chinoy
- Alexei Navalny
- Ray Dalio
- Hamad bin Jassim bin Jaber al-Thani
- Chelsea Handler
- Harvey Weinstein
- Chen Lihua
- Warren Buffett
- Alice Walton
- Harold Hamm
- Sheryl Sandberg
- Sara Blakely
- Tim Cook
- Eike Batista
- Daniel Ek
- Virginia Rometty
- Barack Obama
- Goodluck Jonathan
- Xi Jinping
- Fatou Bensouda
- Christine Lagarde
- Mario Draghi
- U Thein Sein
- Ayatullah Ali Khamenei
- Mitt Romney
- Juan Manuel Santos
- Timothy Dolan
- Portia Simpson Miller
- Mario Monti
- Wang Yang
- Maria das Graças Silva Foster
- Andrew Cuomo
- Iftikhar Chaudhry
- Mamata Banerjee
- Walter Isaacson
- Ron Paul
- Benjamin Netanyahu
- Dilma Rousseff
- Erik Martin
- Cecile Richards
- Angela Merkel
- Lionel Messi
- Tilda Swinton
- Hillary Clinton
- Catherine, Duchess of Cambridge, and Pippa Middleton
- Adele
- Matt Lauer by Howard Stern
- Oscar Pistorius
- Claire Danes
- Stephen Colbert
- Kim Jong Un
- Mullah Mohammed Omar and Sheik Moktar Ali Zubeyr
- Bashar Assad